# Uwe Sterzik
Uwe Sterzik (* 27. April 1966 in Ostrov nad Ohří) ist ein ehemaliger deutscher Wasserballspieler. Er war 1989 Europameister und 1995 Europameisterschaftsdritter. Nach seiner Aktivenzeit wurde Sterzik Trainer in Deutschland und in der Schweiz.

## Sportliche Karriere
Der 1,80 Meter große Uwe Sterzik spielte bis 1985 beim EOSC Offenbach. Von 1985 bis 1992 war er beim Duisburger SV 98, nach einem Jahr bei Delphin Wuppertal kehrte er für die Saison 1993/94 zum Duisburger SV 98 zurück. Von 1994 bis 1996 spielte er beim DSC Jan Wellem Düsseldorf und am Schluss seiner Karriere eine Saison bei CN Teneriffa. Sterzik war als erster deutsche Wasserballspieler Profi in Spanien.
Sterzik absolvierte über 80 Länderspiele im Jugend- und Juniorenbereich, bevor er 1984 in der deutschen Nationalmannschaft debütierte. Dort bestritt er bis 1997 insgesamt 342 Länderspiele.
Bei der Europameisterschaft 1987 in Straßburg belegte die deutsche Mannschaft den vierten Platz hinter der Mannschaft aus der Sowjetunion, den Jugoslawen und den Italienern. Im Jahr darauf bei den Olympischen Spielen 1988 in Seoul warf Sterzik in sieben Spielen drei Tore. Die deutsche Mannschaft gewann ihre Vorrundengruppe mit fünf Siegen in fünf Spielen. Nach einer 10:14-Halbfinalniederlage gegen die Jugoslawen unterlag die deutsche Mannschaft im Spiel um den dritten Platz der Auswahl aus der Sowjetunion mit 13:14 und belegte den vierten Platz. Bei der Europameisterschaft in Bonn traf die deutsche Mannschaft nach einem Halbfinalsieg über die Mannschaft aus der Sowjetunion im Finale auf die Jugoslawen. Das Endspiel wurde erst in der Verlängerung entschieden, als Rainer Osselmann das Golden Goal für die Deutschen warf. Zwei Jahre später bei der Europameisterschaft 1991 in Athen kam die deutsche Mannschaft auf den siebten Platz. Bei den Olympischen Spielen 1992 in Barcelona belegte die deutsche Mannschaft in der Vorrunde den vierten Platz in ihrer Gruppe und erreichte in den Platzierungsspielen den siebten Platz. Sterzik warf sein einziges Turniertor in der Vorrundenpartie gegen sein Geburtsland, die Tschechoslowakei.
1993 bei der Europameisterschaft in Sheffield wurde die deutsche Mannschaft Neunte. Auch im Jahr darauf bei der Weltmeisterschaft in Rom belegte die deutsche Mannschaft den neunten Platz. Sterzik war mit 14 Toren gemeinsam mit Jörg Dresel bester Torschütze seiner Mannschaft. 1995 war Wien Austragungsort der Europameisterschaft. In ihrer Vorrundengruppe belegten die Deutschen den zweiten Platz hinter den Italienern. Mit zwei Siegen und einer Niederlage wurden die Deutschen danach auch in der Zwischenrunde Gruppenzweite, diesmal hinter den Ungarn. Im Endspiel siegten die Italiener vor den Ungarn, im Spiel um den dritten Platz bezwangen die Deutschen die kroatische Mannschaft mit 11:10. Ein Jahr später bei den Olympischen Spielen 1996 in Atlanta war Sterzik in acht Spielen dabei und erzielte ein Tor. Die deutsche Mannschaft belegte den neunten Platz. Sterziks letztes Turnier war die Europameisterschaft 1997 in Sevilla. Das deutsche Team belegte den zehnten Rang.
Neben seiner Spielerlaufbahn war Sterzik von 1985 bis 1989 Sportsoldat bei der Bundeswehr in Warendorf. Danach war bis 1996 Mitarbeiter der Neuen Ruhr Zeitung in Duisburg. 1997 wurde Sterzik deutscher Nationaltrainer. Später war er Trainer beim ASC Duisburg, 2012 wurde er Schweizer Nationaltrainer.